# Rhinolophus mossambicus
Rhinolophus mossambicus és una espècie de ratpenat de la família dels rinolòfids. Viu a altituds d'entre 60 i 1.000 msnm a Moçambic i Zimbàbue. Té els avantbraços de 60–65 mm. Com que fou descoberta fa poc, l'estat de conservació d'aquesta espècie encara no ha estat avaluat formalment. El seu nom específic, mossambicus, significa ‘moçambiquès’ en llatí.